# Nike Tomahawk

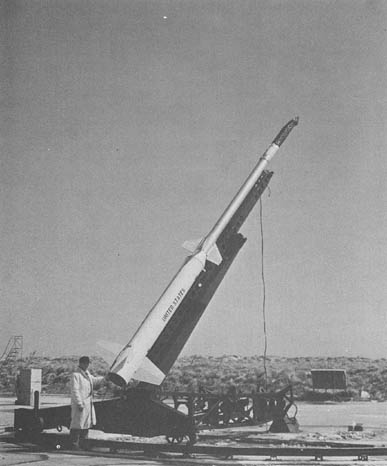
Une fusée Nike Tomahawk photographiée à Wallops Flight Facility.

La Tomahawk Nike était une fusée-sonde américaine à deux étages. Le premier étage était une fusée Nike, le second une fusée Tomahawk.
La Tomahawk Nike avait un plafond de 230 miles (370 km), une charge utile de 100 livres (45 kg), une poussée au lancement de 49 000 livres de force (217 kN), un poids au lancement de 2 200 livres (990 kg), un diamètre de 17 pouces ((0,42 m) et une longueur de 35 pieds 5 pouces ((10,80 m). Le Tomahawk Nike a été lancé 395 fois entre le 25 juin 1963 et le 27 novembre 1995.